# TeamViewer
O TeamViewer é um software lançado em 2005 para acessar, operar e fazer manutenção de computadores e outros dispositivos remotamente. A funcionalidade foi sendo expandida gradualmente, mais recentemente através da integração do TeamViewer Meeting. O TeamViewer não requer registro e é gratuito para uso no setor não comercial, o que ajudou o software a se tornar amplamente distribuído. O TeamViewer é o produto principal da empresa de mesmo nome na cidade de Göppingen, na Alemanha.

## Desenvolvimento
A Rossmanith GmbH lançou a primeira versão do software TeamViewer em 2005, na época ainda com base no projeto VNC. O provedor de serviços de TI queria evitar viagens desnecessárias para a sede de clientes e executar remotamente tarefas como instalar softwares. O desenvolvimento foi tão bem sucedido que resultou em uma empresa que hoje é registrada como TeamViewer Germany GmbH e pertence ao Grupo TeamViewer AG.

## Patrocínio
Em 19 de março de 2021, a TeamViewer e o Manchester United anunciaram que a empresa se tornará patrocinadora do clube de futebol inglês. No final de março de 2021, a TeamViewer também anunciou um contrato publicitário com a equipe de Fórmula 1 Mercedes-AMG.

## Sistemas operacionais
O TeamViewer está disponível para todos os computadores desktop nos principais sistemas operacionais. Entre eles estão o Microsoft Windows e o Windows Server, bem como o macOS da Apple. Além disso, há pacotes para várias distribuições e derivativos Linux, como Debian, Ubuntu, Red Hat e Fedora Linux. Além disso, existe o Raspberry Pi OS, uma variante do Debian para o Raspberry Pi.
O TeamViewer também está disponível para smartphones e tablets com sistema operacional Android ou iOS/iPadOS da Apple. O suporte para Windows Phone e Windows Mobile foi encerrado depois que a Microsoft terminou o suporte para os dois sistemas operacionais.

## Funcionalidade
A funcionalidade do TeamViewer é diferente dependendo do dispositivo e variante ou versão do software. O núcleo do TeamViewer é o acesso remoto a computadores e outros dispositivos finais, bem como sua operação e manutenção. Depois que a conexão é estabelecida, a tela remota fica visível ao usuário no outro ponto final. Ambos os pontos finais podem enviar e receber arquivos e, por exemplo, acessar uma área de transferência compartilhada. Além disso, existem funções que facilitam o trabalho em equipe, por exemplo, através de transmissões de áudio e vídeo por telefonia IP.
Nos últimos anos, a funcionalidade do software tem sido otimizada especialmente para uso em grandes empresas. A versão corporativa TeamViewer Tensor foi desenvolvida para isso. Com o TeamViewer Pilot, a TeamViewer distribui um software para suporte remoto com elementos de realidade aumentada. O TeamViewer oferece interfaces para outros aplicativos e serviços, por exemplo, da Microsoft Teams, Salesforce e ServiceNow.

## Licenciamento
Usuários privados que usam o TeamViewer para fins não comerciais podem usar o software gratuitamente. Para usar o software comercialmente, é necessário pagar certas taxas. Empresas e outros clientes comerciais têm que fazer uma assinatura, pois desde a conversão de uma licença para o modelo de assinatura, não é mais possível fazer uma compra única do aplicativo. Os preços para o uso do software são escalonados de acordo com o número de usuários e o número de sessões simultâneas. Todos os meses são lançadas atualizações, que estão incluídas para todos os usuários.

## Segurança
Conexões de entrada e saída também são possíveis pela Internet ou por redes locais. Mediante solicitação, o TeamViewer pode ser executado como um serviço de sistema do Windows, que permite acesso autônomo através do TeamViewer. Além disso, há uma versão portátil do software que pode ser executada, por exemplo, através de um USB; e não requer instalação.
A conexão é estabelecida usando IDs e senhas exclusivas geradas automaticamente. Antes de cada conexão, os servidores da rede TeamViewer verificam as IDs dos dois pontos finais para conferir sua validade. A segurança é reforçada pela impressão digital, que permite aos usuários fornecer uma prova adicional da identidade do dispositivo remoto. As senhas são protegidas contra ataques de força bruta, principalmente com um aumento exponencial do tempo de espera entre as tentativas de conexão. O TeamViewer oferece recursos adicionais de segurança, como autenticação de dois fatores e listas de permissão e de bloqueio.
Antes de estabelecer uma conexão, o TeamViewer verifica primeiro a configuração do dispositivo final e da rede para detectar restrições causadas por firewalls e outros sistemas de segurança. Como regra geral, pode ser estabelecida uma conexão direta TCP/UDP para que nenhuma porta adicional seja aberta. Caso contrário, o TeamViewer usa outras maneiras, por exemplo, um túnel HTTP.
Independentemente do tipo de conexão selecionada, a transferência de dados ocorre exclusivamente por meio de canais de dados protegidos. O TeamViewer inclui criptografia de ponta a ponta com base em RSA (4096 bits) e AES (256 bits). De acordo com o fabricante, ataques de intrusos (man-in-the-middle) não são possíveis por princípio. Isso é garantido pela troca de chaves assinadas de dois pares de chaves.